# Селективне каталітичне відновлення

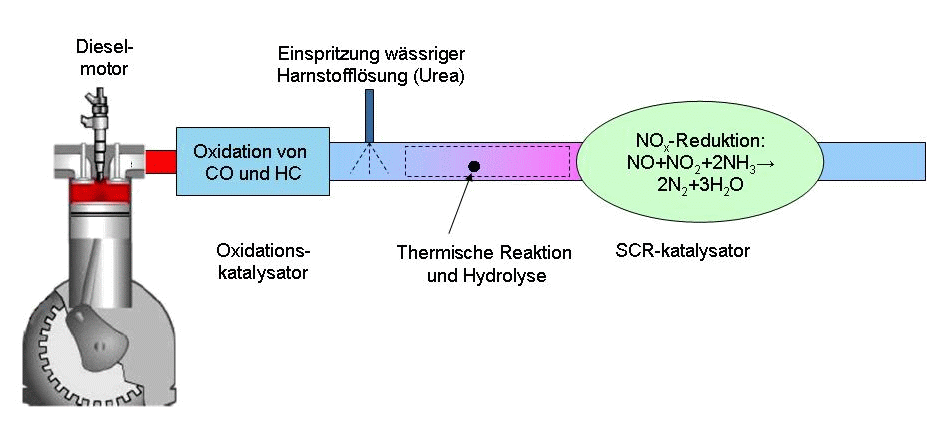
Схема каталітичного відновлення

Селективне каталітичне відновлення (англ. Selective catalytic reduction, SCR) — означає перетворення оксидів азоту, які також називають NO
x за допомогою каталізатора в двоатомний азот (N
2) і воду (H
2O). Відновник, зазвичай безводний аміак (NH
3), гідроксид амонію (NH
4OH), або сечовина (CO(NH
2)
2) розчин, додається до потоку димових або вихлопних газів і реагує в каталізаторі. Коли реакція наближається до завершення, виробляються азот (N
2) і вуглекислий газ (CO
2), за рахунок використання сечовини.
Селективне каталітичне відновлення NO
x використання аміаку як відновника було запатентовано в Сполучених Штатах корпорацією Engelhard у 1957 році. Розвиток технології SCR продовжувався в Японії та США на початку 1960-х років з дослідженнями, зосередженими на менш дорогих і довговічніших каталізаторах. Перший великомасштабний SCR був встановлений IHI Corporation в 1978 році.
Комерційні системи селективного каталітичного відновлення, як правило, використовуються у великих комунальних котлах, промислових котлах і муніципальних котлах для твердих відходів, і було показано, що вони зменшують NO
x на 70-95 %. Більш пізні застосування включають дизельні двигуни, такі як ті, які є на великих кораблях, дизельних локомотивах, газових турбінах і автомобілях.